# Stella di preoni
Una stella di preoni è un'ipotetica stella degenere costituita da preoni, una classe di particelle subatomiche teoriche che potrebbero costituire i quark e i leptoni. Gli astrofisici ritengono che tali stelle potrebbero avere delle enormi densità, superiori persino a 1020 g/cm³, una densità intermedia tra le stelle di quark e i buchi neri. Stando a quanto detto, una stella di preoni che abbia una massa simile a quella della Terra avrebbe le dimensioni di una pallina da tennis.
Tali oggetti potrebbero esser rilevati in linea di principio tramite l'effetto lente gravitazionale dei raggi gamma; la presenza di simili stelle potrebbe potenzialmente spiegare le enigmatiche osservazioni che hanno portato alla formulazione dell'ipotesi della materia oscura.
Si ritiene che le stelle preoniche si originino dalle esplosioni delle supernovae o si siano formate durante il Big Bang, sebbene sembri difficile spiegare in che modo possano essersi formati degli oggetti così pesanti e compatti.